# Beachwood, Ohio
Beachwood är en stad (city) i Cuyahoga County i Ohio och en välbärgad förort till Cleveland. Vid 2010 års folkräkning hade Beachwood 11 953 invånare.